# ベン・カスパリアス
- ベン・カスパリウス

ベンジャミン・キース・カスパリアス（Benjamin Keith Casparius, 1999年2月11日 - ）は、アメリカ合衆国コネチカット州フェアフィールド郡ウェストポート出身のプロ野球選手（投手）。右投右打。MLBのロサンゼルス・ドジャース所属。

## 経歴

### プロ入り前
ノースカロライナ大学チャペルヒル校で2年間大学野球をプレーし、二刀流の選手だった。大学1年生のときには投手として10登板し防御率1.69、打者として打率.316を記録していた。翌シーズンは打撃に苦しみ、大学から投手に専念するように頼まれ、12試合に登板して防御率4.41を記録した。2020年はコネチカット大学に編入し、MLBドラフトで指名されることを希望したが、新型コロナウイルスの影響でドラフトが短縮されたため、指名されなかった。そのまま大学に残留し、2021年は15回の先発で8勝5敗、防御率4.03だった。

### プロ入りとドジャース時代
2021年のMLBドラフト5巡目（全体162位）でロサンゼルス・ドジャースから指名されプロ入り。契約金は24万7,500ドル。傘下のルーキー級アリゾナ・コンプレックスリーグ・ドジャースでプロデビューした。
2022年はA級ランチョクカモンガ・クエークスで開幕を迎え、シーズン途中にA＋級グレートレイクス・ルーンズへ昇格。2チーム合計で27試合（先発16試合）に登板して2勝6敗、防御率5.22、110奪三振を記録した。
2023年はA＋級グレートレイクスで開幕を迎え、シーズン途中にAA級タルサ・ドリラーズへ昇格。2チーム合計で26試合（先発21試合）に登板して6勝7敗、防御率5.27、120奪三振を記録した。
2024年はAA級タルサで開幕を迎え、その後AAA級オクラホマシティ・ベースボールクラブへ昇格した。8月18日に初めてメジャーに昇格したが、出場がないまま21日にマイナーへ降格。31日に再び昇格し、同日のアリゾナ・ダイヤモンドバックス戦に救援登板してメジャーデビューを果たした。メジャーでは3試合に登板して2勝0敗、防御率2.16、12奪三振を記録した。ポストシーズンのロースターからは外れていたが、ディビジョンシリーズで負傷したマイケル・グローブに代わりロースター入り。リーグチャンピオンシップシリーズでは3試合に救援登板して4回1/3を無失点に抑えた。ニューヨーク・ヤンキースとのワールドシリーズでは第4戦で救援登板して2回1失点。チームは4勝1敗で勝利した。

## 詳細情報

### 年度別投手成績
| 年 度    | 球 団    | 登 板 | 先 発 | 完 投 | 完 封 | 無 四 球 | 勝 利 | 敗 戦 | セ 丨 ブ | ホ 丨 ル ド | 勝 率 | 打 者 | 投 球 回 | 被 安 打 | 被 本 塁 打 | 与 四 球 | 敬 遠 | 与 死 球 | 奪 三 振 | 暴 投 | ボ 丨 ク | 失 点 | 自 責 点 | 防 御 率 | W H I P |
| -------- | -------- | ----- | ----- | ----- | ----- | -------- | ----- | ----- | -------- | ----------- | ----- | ----- | -------- | -------- | ----------- | -------- | ----- | -------- | -------- | ----- | -------- | ----- | -------- | -------- | ------- |
| 2024     | LAD      | 3     | 0     | 0     | 0     | 0        | 2     | 0     | 0        | 0           | 1.000 | 37    | 8.1      | 9        | 0           | 4        | 0     | 0        | 12       | 0     | 0        | 3     | 2        | 2.16     | 1.56    |
| MLB：1年 | MLB：1年 | 3     | 0     | 0     | 0     | 0        | 2     | 0     | 0        | 0           | 1.000 | 37    | 8.1      | 9        | 0           | 4        | 0     | 0        | 12       | 0     | 0        | 3     | 2        | 2.16     | 1.56    |

- 2024年度シーズン終了時

### 年度別守備成績
| 年 度 | 球 団 | 投手（P） | 投手（P） | 投手（P） | 投手（P） | 投手（P） | 投手（P） |
| 年 度 | 球 団 | 試 合     | 刺 殺     | 補 殺     | 失 策     | 併 殺     | 守 備 率  |
| ----- | ----- | --------- | --------- | --------- | --------- | --------- | --------- |
| 2024  | LAD   | 3         | 1         | 0         | 0         | 0         | 1.000     |
| MLB   | MLB   | 3         | 1         | 0         | 0         | 0         | 1.000     |

- 2024年度シーズン終了時

### 背番号
- 78（2024年 - ）